# إم-1 غلوبل
أم-1 غلوبل (بالإنجليزية: M-1 Global) أو أم أم أيه-1 (بالإنجليزية: MMA-1) هي منظمة تُروّج لفنون القتال المختلطة مقرها في سانت بطرسبرغ، روسيا وتُنظم ما بين 10 و20 مسابقة في السنة.

## وصلات خارجية
- الموقع الرسمي
 (بالإنجليزية)